# Aristide de La Ruë
Pour les articles homonymes, voir De La Rue (homonymie).
Aristide-Isidore-Jean-Marie de La Ruë, baron, puis comte de La Ruë (4 mars 1795 à Rennes - 21 mars 1872 à Paris 8e), est un militaire et homme politique français du XIXe siècle.

## Biographie
Aristide de La Ruë était le fils de Louis François Pierre, comte de La Rüe, consul de France à Venise et d'Anne Solier.
Il entra de bonne heure au service et dut son avancement rapide principalement aux nombreuses missions diplomatiques dont il fut chargé en Allemagne, en Espagne, en Italie, en Russie, au Caucase, en Crimée, à Constantinople, au Maroc, en Algérie.
Parvenu au grade de général de division, il fut appelé à plusieurs commandements et inspections générales en Algérie, suivit les principales expéditions et fut fréquemment cité à l'ordre du jour de l'armée. Directeur des affaires de l'Algérie au ministère de la Guerre de novembre 1845 à mars 1848, il prit part, en, 1846 et années suivantes, comme commissaire du roi près les Chambres des pairs et des députés, aux discussions concernant les projets de loi relatifs aux crédits supplémentaires pour l'Afrique française, au règlement définitif des comptes de 1844, au budget des dépenses de l'exercice de 1848, etc.
Rallié au gouvernement présidentiel de Louis-Napoléon Bonaparte, puis à l'Empire, il fut appelé (1857) à faire partie du comité consultatif de l'Algérie et fut élevé à la dignité de sénateur le 13 février 1860. Par décision du 28 du même mois, le général de La Rüe fut maintenu dans les doubles fonctions d'inspecteur général permanent de la gendarmerie et de président du comité de cette arme. Au Sénat, il soutint jusqu'au bout, de ses votes, le régime imperial.
Grand-croix de la Légion d'honneur, médaillé de Sainte-Hélène, il était décoré de plusieurs ordres étrangers.

## État de service
- « Maréchal de camp » puis « général de brigade » (14 avril 1844) ;
- Mis en disponibilité (14 avril 1844 - 20 mai 1844) ;
- Mis à la disposition de S.A.R. Henri d'Orléans (1822-1897), duc d'Aumale, commandant de la division de Constantine (Algérie française) (20 mai 1844 - 15 juillet 1844) ;
- Commandant des troupes de la subdivision de Constantine (Algérie française) (15 juin 1844 - 29 novembre 1844) ;
- Mis en disponibilité (29 novembre 1844 - 24 mai 1845) ;
- Inspecteur général du 7e arrondissement  de gendarmerie (24 mai 1845 - 31 décembre 1845) ;
- Directeur des Affaires de l'Algérie au Ministère de la Guerre (10 novembre 1845 - 11 mars 1848) ;
- Mis en disponibilité (11 mars 1848 - 8 juin 1848) ;
- Admis en retraite (8 juin 1848 (17 avril 1848) ;
- Relevé de la retraite (31 août 1849) ;
- Mis en disponibilité (7 septembre 1849 - 5 juin 1850) ;
- Inspecteur général du 2e arrondissement de gendarmerie (5 juin 1850 - 31 décembre 1850) ;
- Mis en disponibilité (1er janvier 1851 - 6 juin 1851) ;
- Inspecteur général des 2e, 4e, 5e, 6e, 7e, 8e, 10e et 12e légions  de gendarmerie (6 juin 1851 - 31 décembre 1851) ;
- Général de division (14 juillet 1851) ;
- Membre du Comité consultatif de l'Algérie (21 octobre 1851 - 21 novembre 1858) ;
- Président du Comité de gendarmerie (20 décembre 1851 - 1er janvier 1866) ;
- Inspecteur général du 5e arrondissement de gendarmerie (21 mai 1852 - 31 décembre 1852) ;
- Inspecteur général du 1er arrondissement de gendarmerie (27 mai 1853 - 31 décembre 1853) ;
- Inspecteur général des deux compagnies de gendarmerie d'élite qui doivent former le régiment de gendarmerie de la Garde impériale (10 mai 1854 - 31 décembre 1854) ;
- Inspecteur général de la Garde de Paris (20 mai 1854 - 31 décembre 1854) ;
- Inspecteur général du 6e arrondissement de gendarmerie (3 juin 1854 - 31 décembre 1854) ;
- Président du Comité d'État-major (8 novembre 1854 - 26 août 1859) ;
- Inspecteur général du 1er arrondissement de gendarmerie (6 juin 1855 - 31 décembre 1856) ;
- Inspecteur général du 7e arrondissement de gendarmerie (6 juin 1857 - 31 décembre 1857) ;
- Inspecteur général du 1er arrondissement de gendarmerie (28 mai 1858 - 31 décembre 1859) ;
- Inspecteur général permanent de la Gendarmerie (2 mai 1859 - 1er janvier 1866) ;
- Sénateur du Second Empire (13 février 1860 - 4 septembre 1870) ;
- Inspecteur général du 8e arrondissement de gendarmerie (12 mai 1860 - 31 décembre 1860) ;
- Placé dans la section de réserve (5 mars 1861) ;
- Inspecteur général du 1er arrondissement de gendarmerie (11 mai 1861 - 31 décembre 1865).

## Titres
- Baron (29 septembre 1822), puis,
- Comte de La Ruë (5 juillet 1842).

## Distinctions
- Légion d'honneur :
  -  Chevalier de la Légion d'honneur (15 juillet 1815), puis,
  -  Officier de la Légion d'honneur (9 juillet 1823), puis,
  -  Commandeur de la Légion d'honneur (21 juin 1840), puis,
  -  Grand officier (27 avril 1845), puis,
  -  Grand-croix de la Légion d'honneur (13 août 1857) ;
- : Médaille de Sainte-Hélène.